# جيمس إل. هالي
جيمس إل. هالي (بالإنجليزية: James L. Haley)‏ هو كاتب أمريكي، ولد في 14 ديسمبر 1951.